# Once Upon a Studio
Once Upon a Studio (Había una vez un Estudio en Hispanoamérica, y Érase una vez un Estudio en España) es un cortometraje animado/de imagen real estadounidense de 2023 escrita y dirigido por Trent Correy y Dan Abraham, producido por Walt Disney Animation Studios y lanzado por Walt Disney Pictures. En el corto, la leyenda de Disney, Burny Mattinson, descubre que los personajes de Disney cobran vida a partir de cuadros colgados en el edificio del estudio. Inspirado en el centenario de The Walt Disney Company y del propio estudio de animación el 16 de octubre de 2023, el cortometraje fue descrito como una «carta de amor» a Walt Disney Animation Studios por parte de Corey y Abraham. El estilo artístico del corto combina animación por computadora, animación tradicional e imagen real. Once Upon a Studio se estrenó en el Festival Internacional de Cine de Animación de Annecy el 11 de junio de 2023 y fue mostrado al público el 15 de octubre del mismo año mediante ABC y al día siguiente a través de la plataforma de streaming Disney+.

## Premisa
Tras 100 años desde que se fundó Disney Animation, Burny Mattinson desea que las paredes del estudio pudieran hablar. Más tarde, Mickey y Minnie Mouse se liberan de las imágenes en la pared y ellos llaman a los demás personajes del estudio, quienes hacen lo mismo para reunirse y tomarse una fotografía en frente del estudio.
El corto presenta a más de 500 personajes de todas las películas y cortometrajes desarrollados por Walt Disney Animation Studios, desde los cortos de Oswald el conejo afortunado (1927) hasta Wish: el poder de los deseos (2023).

## Reparto
| Personaje                      | Actor/voz original            | Actor de doblaje                   | Actor de doblaje                       |
| ------------------------------ | ----------------------------- | ---------------------------------- | -------------------------------------- |
| Mickey Mouse                   | Chris Diamantopoulos          | José Padilla                       | Arturo Mercado Jr.                     |
| Minnie Mouse                   | Kaitlyn Robrock               | Nonia de la Gala                   | Diana Santos                           |
| Minnie Mouse                   | Kaitlyn Robrock               | Paloma Blanco (canción)            | Romina Marroquín Payró (canción)       |
| Pato Donald                    | Tony Anselmo                  | Antonio Acaso                      | Erick Salinas                          |
| Pato Donald                    | Clarence Nash (archivo)       | Antonio Acaso                      | Erick Salinas                          |
| Rico McPato/Gilito McPato      | Alan Young (archivo)          | Por anunciar                       | Arturo Mercado                         |
| Goofy                          | Bill Farmer                   | David García Vázquez               | Mario Filio                            |
| Pluto                          | Bill Farmer                   | Édgar de Marte                     | Édgar de Marte                         |
| Burny Mattinson                | Burny Mattinson               | Ángel Amorós Riquelme              | Jaime Vega                             |
| Interna de Disney              | Renika Williams               | Sara Heras                         | Desireé González                       |
| Gruñón                         | Josh Robert Thompson          | Jorge García Insua                 | Francisco Colmenero                    |
| Blancanieves                   | Natalie Babbitt Taylor        | Yolanda de las Heras               | Maggie Vera                            |
| Fa Mulán                       | Lea Salonga                   | María Caneda                       | Maggie Vera                            |
| Ariel                          | Jodi Benson                   | Isabel Malavia                     | Cony Madera                            |
| Flounder                       | Luke Lowe                     | Tomy Vírseda                       | Leonardo Novoa                         |
| Úrsula                         | Pat Carroll (archivo)         | Serena Olvido (archivo)            | Laura Torres                           |
| Scuttle                        | Jess Harnell                  | Édgar de Marte                     | Édgar de Marte                         |
| Bella                          | Paige O'Hara                  | Inés Moraleda                      | Lourdes Ambriz                         |
| Bestia                         | Robby Benson                  | Adrián Soto                        | Alejandro González                     |
| Gastón                         | Richard White                 | Juan Carlos Gustems                | Emilio Guerrero Armando Gama (canción) |
| Cenicienta                     | Jennifer Hale                 | Yolanda Mateos                     | Amanda Flores                          |
| Príncipe Encantador            | Keith Ferguson                | Claudio Serrano                    | Arturo Mercado Jr.                     |
| Pocahontas                     | Judy Kuhn                     | Gema Castaño                       | Paula Arias Esquivel                   |
| Robin Hood                     | Daniel Wolfe                  | Borja Fernández Sedano             | Noé Velázquez                          |
| Little John                    | Richard Epcar                 | César Díaz Capilla                 | Hiram Cárdenas                         |
| Din-Don                        | Bob Joles                     | Antonio Gómez de Vicente (archivo) | Moisés Palacios                        |
| Genio                          | Robin Williams (archivo)      | Josema Yuste                       | Rubén Trujillo                         |
| Hades                          | James Woods                   | Pep Antón Muñoz                    | Rubén Trujillo                         |
| Nick Wilde                     | Jason Bateman                 | David Robles                       | René García                            |
| Judy Hopps                     | Ginnifer Goodwin              | Ana de Castro                      | Romina Marroquín Payró                 |
| Rapunzel                       | Mandy Moore                   | Carmen López Pascual               | Romina Marroquín Payró                 |
| Raya                           | Kelly Marie Tran              | Alicia Valadés                     | Romina Marroquín Payró                 |
| Anna                           | Kristen Bell                  | Laura Pastor                       | Romina Marroquín Payró                 |
| Elsa                           | Idina Menzel                  | Ana Esther Alborg                  | Carmen Sarahí                          |
| Kristoff                       | Jonathan Groff                | Javier Lorca                       | José Gilberto Vilchis                  |
| Olaf                           | Josh Gad                      | Miguel Antelo                      | David Filio                            |
| Hans                           | Santino Fontana               | David Robles                       | Por confirmar                          |
| Quasimodo                      | Tom Hulce                     | Toni Menguaino                     | Álan de Marte                          |
| Merlín                         | Jim Meskimen                  | Alberto Gavira (archivo)           | Arturo Mercado                         |
| Igor                           | Jim Meskimen                  | Juan Luis Rovira                   | Octavio Rojas                          |
| Moana/Vaiana                   | Auli'i Cravalho               | Cristal Barreyro                   | Sara Gómez                             |
| Maui                           | Dwayne Johnson                | Mark Ullod                         | Beto Castillo                          |
| Lilo Pelekai                   | Micah Aliling                 | Andrea Rius                        | Melissa Gedeón                         |
| Stitch                         | Chris Sanders (archivo)       | Abraham Aguilar                    | Grabaciones alternas                   |
| Antonio Madrigal               | Ravi Cabot-Conyers            | Lorenzo Gael                       | Lorenzo Gael                           |
| Peter Pan                      | Bobby Driscoll (archivo)      | Nicky Tavares (archivo)            | Héctor Emmanuel Gómez                  |
| Aladdín                        | Scott Weinger                 | Ángel de Gracia                    | Héctor Emmanuel Gómez                  |
| Winnie the Pooh                | Sterling Holloway (archivo)   | Juan D                             | Humberto Vélez                         |
| Winnie the Pooh                | Jim Cummings (canción)        | Juan D                             | Humberto Vélez                         |
| Baloo                          | Adrián Soto                   | Galo Balcázar                      |                                        |
| Mowgli                         | Phoenix Reisser               | Enzo Martín                        | Kenneth Lavíll                         |
| Tambor                         | Peter Behn (archivo)          | Rosita González (archivo)          | Tristán Armella                        |
| Tambor                         | Ian R'Mante                   | Rosita González (archivo)          | Tristán Armella                        |
| Cody                           | Adam Ryen (archivo)           | Luis Daniel Ramírez (archivo)      | Mylenna Martín del Campo               |
| Flora                          | Verna Felton (archivo)        | Guadalupe Noel (archivo)           | María Santander                        |
| Primavera                      | Barbara Luddy (archivo)       | Gabriela Michel (archivo)          | Ofelia Guzmán                          |
| Jim Hawkins                    | Joseph Gordon-Levitt          | Roger Isasi-Isasemendi             | Noé Velázquez                          |
| Flash                          | Raymond S. Persi              | Juan Amador Pulido                 | Enrique Cervantes                      |
| Emperador Kuzco                | David Spade (archivo)         | Ángel Garó                         | José Gilberto Vilchis                  |
| Pepito Grillo                  | Cliff Edwards (archivo)       | Pablo Palitos (archivo)            | José Gilberto Vilchis                  |
| Pinocho                        | Greffin Campbell              | Tomy Vírseda                       | Jorge Rafael                           |
| Strómboli                      | Charles Judels (archivo)      | Édgar de Marte                     | Édgar de Marte                         |
| Dodger                         | Billy Joel (archivo)          | Édgar de Marte                     | Édgar de Marte                         |
| Gato de Cheshire               | Sterling Holloway (archivo)   | Édgar de Marte                     | Édgar de Marte                         |
| Kaa                            | Sterling Holloway (archivo)   | Alfonso Arau (archivo)             | Eduardo Giaccardi                      |
| Carl                           | Harland Williams              | Francisco Javier García Sáenz      | Ricardo Tejedo                         |
| Sombrerero Loco                | Alan Tudyk                    | Iván Muelas                        | Ricardo Tejedo                         |
| Scar                           | Jeremy Irons                  | Ricardo Solans                     | Pisano                                 |
| Rafiki                         | Robert Guillaurme (archivo)   | Juan Fernández (archivo)           | Gerardo Vásquez                        |
| Timón                          | Nathan Lane                   | Alberto Mieza                      | Luis Leonardo Suárez                   |
| Sr. Sapo                       | Eric Blore (archivo)          | Eduardo Bosch (archivo)            | Luis Leonardo Suárez                   |
| Baymax                         | Scott Adsit                   | Álvaro Navarro                     | Alan Prieto                            |
| Rhino                          | Mark Walton (archivo)         | Iván Jara                          | Jesús Guzmán                           |
| Ralph el Demoledor/Rompe Ralph | John C. Reilly                | Roberto González                   | Mario Filio                            |
| Vanellope Von Schweetz         | Sarah Silverman (archivo)     | Sandra Jara                        | Liliana Barba                          |
| Triste                         | Bill Baucom (archivo)         | Gerardo Vásquez (archivo)          | Gerardo Vásquez (archivo)              |
| Tiana                          | Anika Noni Rose               | Elisa Langa                        | Mireya Mendoza                         |
| Louis                          | Michael Leon-Wooley (archivo) | Édgar de Marte                     | Édgar de Marte                         |
| Asha                           | Ariana DeBose                 | Ámbar Garcés                       | María Elisa Gallegos                   |

### Datos de los doblajes
- Este fue el último trabajo de Antonio Acaso antes de su muerte el 7 de diciembre de 2023.
- Salvador Algueder no repitió a Rompe Ralph, siendo reemplazado por Roberto González, quién curiosamente dobló a Duncan, personaje de la misma franquicia.
- Para el diálogo de Scar, se reutilizaron dos grabaciones de Ricardo Solans de 1994.
- En Hispanoamérica se regrabaron las voces de los personajes, contrario a lo que hicieron países como España, que reutilizaron audios de varios personajes.
- Lorenzo Gael Arbeláez grabó un retake exclusivo para España, cambiando «lobby» por «entrada», en la frase: «reunión en el lobby».
- Édgar de Marte iba a grabar neutrales como Stitch; sin embargo, debido a la dificultad que le suponía imitar sus ruidos, el personaje acabó contando con grabaciones alternas en todos los doblajes (salvo en el portugués, donde reciclaron grabaciones de Carlos Freixo).

## Producción
Once Upon a Studio se creó espontáneamente en preparación para el centenario de The Walt Disney Company en octubre de 2023; los directores Trent Correy y Dan Abraham discutieron ideas durante su tiempo libre durante aproximadamente ocho meses. El dúo calificó la película como una «carta de amor» a Walt Disney Animation Studios, así como «un agradecimiento a cualquiera en la audiencia que alguna vez se haya conectado con una película en los últimos cien años». El cortometraje incluye más de 500 personajes y voces de más de 40 actores de voz. Esto incluye el diálogo del Genio que se obtuvo de un audio no utilizado previamente grabado por Robin Williams, según Josh Gad, la voz de Olaf.
Otras grabaciones de archivo tomadas de sus películas originales incluyen a Bobby Driscoll como Peter Pan y Cliff Edwards como Pepito Grillo, ya que los cineastas pretendían no recastear esos personajes.

### Animación
Once Upon a Studio combina animación tradicional, animación por computadora e imágenes de acción real, con Eric Goldberg como jefe de animación dibujada a mano, mientras que Andrew Feliciano trabajó como jefe de animación por computadora. Entre los animadores a mano reclutados para el corto se encontraban los actuales animadores de Disney Mark Henn, Randy Haycock, Alex Kupershmidt y Bert Klein, al igual que los antiguos animadores de Disney James Baxter, Ruben Aquino, Tony Bancroft, Nik Ranieri y Will Finn;todos ellos trabajaron tanto en personajes que previamente habían animado como en otros personajes clásicos; Baxter solicitó a los directores que trabajaran en personajes de Bambi, habiendo sido seguidores de la película mientras crecían. Goldberg reclutó animadores digitales en el estudio que también tuvieran experiencia en animación dibujada a mano. Igualmente, se contrató a aprendices que dibujaran a mano para proporcionar animación al cortometraje.  Los personajes fueron animados de una manera que replicaba el estilo artístico de sus películas originales.
Casi el 80% de la animación del corto está dibujada a mano. Por insistencia de los directores, la animación dibujada a mano se hizo con tinta y papel, que Goldberg aprobaba. Goldberg hizo las escenas completamente dibujadas a mano, después de lo cual Feliciano crearía una animación por computadora que coincidiría con el movimiento de los personajes dibujados a mano. También animó personalmente la escena en la que Mickey se acerca a una foto de Walt Disney, ya que estaba interesado en la escena debido a su tono emocional, así como al Genio, que originalmente animó en Aladdin (1992), y a personajes originalmente dibujados por Ward Kimball.
Los animadores de gráficos por computadora tuvieron que reconstruir los modelos para los personajes en 3D a partir de las películas creadas antes de Enredados (2010), debido a las actualizaciones realizadas a lo largo de los años a la tecnología de animación, reelaborándolos y volviéndolos a presentar, para que pudieran utilizarse con tecnología moderna. Los animadores 3D trabajaron en estrecha colaboración con el equipo que dibujaba a mano, con Goldberg y Feliciano, estos últimos siendo seguidores de Aladdin desde la infancia, inspeccionando el cortometraje para determinar si una escena sería dirigida por un personaje dibujado a mano o hecho con computadora, después de lo cual, evaluarían si un personaje dibujado a mano o 3D debería ser animado primero en la escena.  Animadores con experiencia en animación dibujada a mano y por computadora, como Tyler Pacana y Anthony DeRosa, trabajaron en escenas que combinaban ambos formatos; Pacana utilizó una técnica llamada «títere 2D» para ayudar a manipular la inagen final. 
Muchos de los accesorios con los que interactúan los personajes animados son gráficos por computadora, incluida la máquina expendedora que Stromboli sacude y la cámara y la escalera de Goofy. 
Una idea temprana que los cineastas recibieron de los empleados del estudio en algunas ocasionas fue incluir una escena de una habitación llena de todos los personajes a los que les prestó su voz Alan Tudyk, ya que le ha dado voz a un personaje en cada película de Disney Animation desde Wreck-It Ralph (2012). Esta idea fue abandonada, aunque Tudyk fue incluido en el corto como la voz del Sombrerero Loco de Alicia en el país de las maravillas (1951).

### Música
Dave Metzger compuso la banda sonora para el corto, que fue compuesta para que se sintiera una reminiscencia de la primera aparición de cada personaje. En la escena en la que Mickey se acerca a una foto de Walt Disney, se escucha la canción «Feed the Birds» de Mary Poppins, que fue elegida por ser la favorita de Disney. Mientras discutían la idea con el productor musical ejecutivo Matt Walker, éste sugirió traer al coescritor de canciones Richard M. Sherman para realizar una nueva interpretación de la canción. Sherman tocó la canción el 22 de agosto de 2022, en la oficina original de Disney y usando el mismo piano que los hermanos Sherman usaban para interpretar la canción para Disney. La canción, «When You Wish Upon a Star» de Pinocho (1940), fue cantada por el elenco del corto en el final. En esta versión, varios personajes se turnan para cantar, hasta que la canción finalmente se convierte en un coro unificado cantado por todos los que la interpretan. Aunque no está claro exactamente cuántos de los actores de voz que regresan se unieron al final de la canción, se ha llegado a la conclusión de que la mayoría de ellos efectivamente grabaron su interpretación.

## Estreno
Once Upon a Studio se estrenó en el Festival Internacional de Cine de Animación de Annecy durante la ceremonia de apertura el 11 de junio de 2023. También se proyectó en los cines con una reedición limitada de Moana en Disney100 el 13 de octubre de 2023, y durante una semana en El Capitan Theatre en Los Ángeles, donde se realizaron proyecciones públicas para calificarlo para la lista de finalistas de Mejor Cortometraje Animado para la 96.ª edición de los Premios de la Academia. Posteriormente, tuvo su estreno en televisión abierta estadounidense mediante The Wonderful World of Disney de American Broadcasting Company el 15 de octubre de 2023, así como empezó a estar disponible a través del streaming en Disney+ el 16 de octubre y finalmente fue subido al canal de YouTube de Walt Disney Animation Studios el 24 de diciembre del mismo año.

## Premios
| Premio                            | Fecha de la ceremonia | Categoría                                     | Nominado(s)        | Resultado | Referencias   |
| --------------------------------- | --------------------- | --------------------------------------------- | ------------------ | --------- | ------------- |
| Astra Film and Creative Awards    | 6 de enero de 2024    | Mejor Cortometraje                            | Once Upon a Studio | Nominado  | [ 14 ]        |
| Children's and Family Emmy Awards | 15 de marzo de 2025   | Programa Destacado en Formato de Cortometraje | Once Upon a Studio | Ganador   | [ 15 ] [ 16 ] |